# Benton County (Minnesota)
 For alternative betydninger, se Benton County. (Se også artikler, som begynder med Benton County)
Benton County er et county i den amerikanske delstat Minnesota. Amtet ligger i den centrale del af delstaten og grænser op til Mille Lacs County i nordøst, Sherburne County i sydøst, Stearns County i sydvest og mod Morrison County i nordvest.
Benton Countys totale areal er 1.070 km², hvoraf de 12 km² er vand. I 2000 havde amtet 34.226 indbyggere. Amtets administration ligger i byen Foley.
Amtet blev grundlagt i 1855 har fået sit navn efter senator Thomas Hart Benton